# Берингово море
Берингово море је море на северном крају Тихог океана и формира, заједно са Беринговим мореузом, границу између две највеће копнене масе на Земљи: Евроазије и Америке. Име је добило по истраживачу Витусу Берингу, данском навигатору у руској служби, који је 1728. године био први Европљанин који га је систематски истраживао, пловећи од Тихог океана на север ка Арктичком океану.
Берингово море је одвојено од Аљаског залива полуострвом Аљаска. Оно покрива преко 2.000.000 km2 (770.000 sq mi) и граничи се на истоку и североистоку са Аљаском, на западу са руским Далеким истоком и полуострвом Камчатка, на југу са полуострвом Аљаска и Алеутским острвима и на крајњи северу Беринговим мореузом, који повезује Берингово море са Чукотским морем Северног леденог океана. Бристолски залив је део Беринговог мора између полуострва Аљаска и рта Невенхам на копну југозападне Аљаске.
Екосистем Беринговог мора обухвата ресурсе под јурисдикцијом Сједињених Држава и Русије, као и међународне воде усред мора (познате као „Рупа крофне“). Интеракција између струја, морског леда и времена чини снажан и продуктиван екосистем.
Дана 18. децембра 2018. велики метеор је експлодирао изнад Беринговог мора. Метеор је експлодирао на висини од 25,6 км ослобађајући 49 килотона енергије.

## Историја
Већина научника сматра да је током најскоријег леденог доба ниво мора био довољно низак да омогући људима да мигрирају на исток пешке из Азије у Северну Америку преко данашњег Беринговог мореуза. Друге животиње, укључујући мегафауну, мигрирале су у оба смера. Ово се обично назива „Берингов копнени мост“ и већина, иако не сви научници, прихватају да је то прва тачка уласка људи у Америку.
У Беринговом мору постоји мали део плоче Кула. Плоча Кула је древна тектонска плоча која је некада субдуковала под Аљаску.
Дана 18. децембра 2018, велики метеор је експлодирао изнад Беринговог мора. Метеор је експлодирао на висини од 25,6 km ослобађајући 49 килотона енергије.

## Географски положај
Ово море се налази између западне обале Аљаске (САД) и источне обале Сибира (Русија). На северу је Беринговим мореузом спојено са Арктичким океаном. Јужну границу са Тихим океаном представља низ алеутских острва (САД) који се на западу надовезују на Командирска острва (Русија). Командирска острва су самостална група острва јер су од Алеута одвојени дубоким јарком. На западу Берингово море завршава на обалама северног дела полуострва Камчатке.

## Промене
Због промена које се дешавају на Арктику, будућа еволуција климе и екосистема Беринговог мора је неизвесна. Између 1979. и 2012. године, регион је доживео мали пораст обима морског леда, за разлику од значајног губитка летњег морског леда у Арктичком океану на северу.

## Екосистем
Континентални праг Беринговог мора је доминантан покретач примарне продуктивности у Беринговом мору.  Ова зона, где се плићи епиконтинентални појас спушта у басен Северних Алеута, такође је позната као „Зелени појас“. Подизање хранљивих материја из хладних вода Алеутског басена које теку уз падину и мешање са плитким водама прага обезбеђују сталну производњу фитопланктона.
Други покретач продуктивности у Беринговом мору је сезонски морски лед који, делимично, покреће пролећно цветање фитопланктона. Сезонско отапање морског леда узрокује прилив воде нижег салинитета у средња и друга подручја плага, изазивајући стратификацију и хидрографске ефекте који утичу на продуктивност. Поред хидрографског и продуктивног утицаја топљења морског леда, сам лед такође обезбеђује причврсни супстрат за раст алги, као и интерстицијских ледених алги.
Неки докази сугеришу да су се велике промене у екосистему Беринговог мора већ догодиле. Услови топле воде у лето 1997. довели су до масовног цветања нискоенергетског коколитофоридног фитопланктона (Stockwell et al. 2001). Дугачак запис изотопа угљеника, који одражава трендове примарне производње у Беринговом мору, постоји на основу историјских узорака уси грлендских китова. Трендови у односима изотопа угљеника у узорцима уси китова сугеришу да се у последњих 50 година догодио пад просечне сезонске примарне продуктивности за 30–40%. Импликација је да је носиви капацитет Беринговог мора сада много мањи него што је био у прошлости.

## Биодиверзитет
Море подржава многе врсте китова, укључујући белугу, грбавог кита, гренландског кита, сивог кита и плавог кита, рањиву уљешуру и угроженог кита перајара, сеј кита и најређег на свету, северног пацифичког кита. Остали морски сисари су морж, Штелеров морски лав, северна фока, орка и поларни медвед.
Берингово море је веома важно за морске птице света. Преко 30 врста морских птица и око 20 милиона јединки гнезде се у региону Беринговог мора. У врсте морских птица спадају чупави пафини, угрожени краткорепи албатрос, наочараста гага и црвеноноги китиваке. Многе од ових врста су јединствене за ову област, која пружа високо продуктивно станиште за исхрану, посебно дуж ивице прага и у другим регионима који су богати хранљивим материјама, као што су кањони Прибилоф, Жемчаг и Первенец. Берингово море је такође дом за колоније крестасте њорке, са више од милион јединки.
Две врсте из Беринговог мора, Стелерова морска крава (Hydrodamalis gigas) и наочарасти корморан (Phalacrocorax perspicillatus), изумрле су због прекомерне експлоатације од стране човека. Поред тога, мала подврста канадске гуске, бериншке канадске гуске (Branta canadensis asiatica) је изумрла због прекомерног лова и уношења пацова на њихова острва за размножавање.
Берингово море подржава многе врсте риба, од којих неке подржавају велики и вредан комерцијални риболов. Комерцијалне врсте рибе укључују пацифички бакалар, неколико врста пљоснатих риба, самур, пацифички лосос и пацифичку харингу. Шкољке укључују црвену краљевску и снежну крабу.